# デング熱ワクチン
デング熱ワクチン（デングねつワクチン、英: Dengue vaccine）は、デング熱の予防のためにヒトに用いられるワクチンである。2019年現在時点では、CYD-TDVと呼ばれる1種類のみ市販されており、Dengvaxiaという商品名で販売されている。このワクチンは、以前にデング熱にかかったことがある人、またはほとんどの人数が以前に感染したことがある集団の中にいる人にのみ推奨される。デング熱ワクチンは、感染例のない人への投与はデング熱の重症化のリスクを高める可能性があるため使用が制限される。投与法は1年に3回の注射である。
一般的な副作用には、頭痛、注射した部位の痛み、筋肉痛などがあげられる。重度の副作用には、アナフィラキシーなどがあげられる。 免疫不全の人への使用は推奨されない。妊娠中の人への投与の安全性は不明である。Dengvaxiaは弱毒化した生ワクチンであり、その作用機序は４種のデング熱ウイルスに反応して免疫応答する。
2021年現在までにデングワクチンは19の国で医薬品としての使用が承認されており、米国は2019年に承認されている。デングワクチンは世界保健機構の必須医薬品のリストに収載されている。2016年のインドネシアでの推奨される3回投与にかかる費用は約US$207である。デングワクチンの開発は1920年代から始まったが、４種すべてのデングウイルスの血清型に対する抗体性を完成させるまでに時間がかかった。他のいくつかのワクチンの開発候補には、生ワクチン, 不活化ワクチン, DNAワクチン、サブユニットワクチンなどがあげられる。
2023年10月2日、WHOは、武田薬品工業が開発したデング熱ワクチン「QDENGA」について流行している地域で6～16歳の子どもへの接種を推奨すると発表した。